# Faraz Khan
Pour les articles homonymes, voir Khan (homonymie).
Faraz Khan, né le 12 septembre 1993 à Trenton, est un joueur professionnel de squash représentant les États-Unis. Il atteint le 46e rang mondial en novembre 2023, son meilleur classement.

## Biographie
Il étudie à l'université de Rochester et participe au championnat universitaire. Il atteint le top 50 en mars 2022.